# Humanos a Marte
«Humanos a Marte» es una canción interpretada por el cantante puertorriqueño Chayanne lanzado como el primer sencillo de decimoquinto álbum de estudio En todo estaré, el 20 de abril de 2014. La canción fue escrita por Chayanne y Fernando Montesinos. El 17 de junio, Chayanne realizó un remix urbano de la canción junto al puertorriqueño Yandel.

## Formatos
Descarga digital
1. "Humanos a Marte" - 3:45

## Versiones
- Álbum Versión - 3:45
- Urbano Remix feat. Yandel - 3:34[3]
- Dueto con la brasilera Paula Fernandes, versión en portuñol - 3:45

## Posicionamientos en las listas
| Lista (2014)                       | Mejor posición |
| ---------------------------------- | -------------- |
| México (Billboard Mexican Airplay) | 3              |
| México (Monitor Latino)            | 1              |
| Spain (PROMUSICAE)                 | 8              |
| US Hot Latin Songs (Billboard)     | 9              |
| US Latin Pop Songs (Billboard)     | 3              |
| Venezuela (Record Report)          | 62             |

| Lista (2014)       | Posición |
| ------------------ | -------- |
| US Latin Songs     | 31       |
| US Latin Pop Songs | 10       |

## Certificaciones
| País   | Organismo certificador | Certificación    | Ventas certificadas | Ref.   |
| ------ | ---------------------- | ---------------- | ------------------- | ------ |
| México | AMPROFON               | 2× Platino + Oro | 150,000             | [ 10 ] |